# Championnat de France masculin de volley-ball 1968-1969
Navigation
Saison précédente Saison suivante
Le Championnat de France de volley-ball Nationale 1 1968-1969 a opposé les seize meilleures équipes françaises de volley-ball.

## Listes des équipes en compétition
| \| Clamart Paris UC RC France Stade Français Lyon Montpellier UC Saint-Maur-des-Fossés Sète Joinville-le-Pont Strasbourg Dunkerque Marseille \| Localisation des clubs engagés dans le championnat. |
| Clamart Paris UC RC France Stade Français Lyon Montpellier UC Saint-Maur-des-Fossés Sète Joinville-le-Pont Strasbourg Dunkerque Marseille                                                           |

| CSM Clamart           |
| US Dunkerque          |
| CO Joinville          |
| ASUL Lyon Volley-Ball |
| Stade Marseillais UC  |
| Montpellier UC        |
| US Métro              |
| Paris UC              |
| Racing club de France |
| VGA Saint-Maur        |
| Arago de Sète         |
| Stade Français        |
| RC Strasbourg         |

## Formule de la compétition
- Saison régulière

1. 2 poules de huit équipes qui s'affrontent en match aller/retour
2. Les deux premiers de chaque poule sont qualifiés pour la poule finale, les deux derniers sont relégués en Nationale 2

- Poule finale

1. Les quatre équipes finalistes s'affrontent en deux tournois organisés chez les vainqueurs de poules, les résultats de la saison régulière sont conservés.

## Poule finale

### Classement
| # | Équipe         | Pts | J | G | P | SP | SC |
| 1 | RC de France   | 12  | 6 | 6 | 0 | 18 | 4  |
| 2 | Montpellier UC | 9   | 6 | 3 | 3 | 10 | 14 |
| 3 | Paris UC       | 8   | 6 | 2 | 4 | 9  | 16 |
| 4 | CO Joinville   | 7   | 6 | 1 | 5 | 12 | 15 |

## Bilan de la saison
| Tableau d'Honneur |                       |
| Compétition       | Vainqueur             |
| Nationale 1       | Racing club de France |

| Qualifications européennes 1969-1970 |                       |
| Compétition                          | Qualifiés             |
| Coupe d'Europe des Clubs Champions   | Racing club de France |

| Promotions et relégations |                                                    |
| Promus de Nationale 2     | AS Grenoble CASG Paris CO Vincennes Amical Camou ? |